# یورش مورفی
یورش مورفی به مراکز سازمان اطلاعات امنیت استرالیا در ۱۵ مارس ۱۹۷۳ رخ داد. این یورش توسط پلیس کامان‌وِلث (امروزه "پلیس فدرال استرالیا") انجام شد و هدف آن یافتن اطلاعات مرتبط با تروریسم بود که مراکز سازمان اطلاعات امنیت استرالیا متهم به پنهان کردن آن بود.

## پیشینه
این یورش‌ها به دستور لیونل مورفی دادستان کل استرالیا انجام شد. او سازمان اطلاعات امنیت استرالیا را به پنهان‌سازی عمدی اطلاعات بسیار مهم یک گروه تروریستی-فاشیستی استرالیایی با اصلیت کرواسی به نام "اوستاشه" متهم می‌کرد.
در نتیجه این یورش‌ها، سازمان اطلاعات امنیت استرالیا توسط چند گروه از کمیسیون سلطنتی مورد بازجویی و تحقیق قرار گرفت.

## پیامد
کمیسیون سلطنتی امنیت و اطلاعات در ۲۱ اوت ۱۹۷۴ تشکیل شد تا تحقیق گسترده‌ای از سرویس‌های امنیتی استرالیا شامل تاریخچه، ساختار مدیریتی، و عملکرد آنها بدست آورد.